# El balcó (obra de teatre)
El balcó, en l'original francès Le Balcon, és una obra de teatre del dramaturg francès Jean Genet publicada el 1956. Va ser posada en escena per primera vegada el 1957 a Londres sota la direcció de Peter Brook, i ha atret des de llavors l'atenció de nombrosos directors teatrals com Peter Zadek, Erwin Piscator, Roger Blin, Giorgio Strehler i JoAnne Akalaitis. La Comédie Française no va incorporar aquesta obra fins al 1985.
L'obra sembla originar-se en les experiències de Jean Genet al Barri xinès de Barcelona als voltants de 1933, un període que va deixar una gran empremta en la seva creació literària. Jacques Lacan va descriure l'obra des d'una perspectiva psicoanalítica i assenyala que es tracta d'un renéixer de l'esperit de la Comèdia grega, especialment d'Aristòfanes. També s'ha assenyalat que l'obra és la primera gran manifestació teatral en llengua francesa de l'estil iniciat per Bertolt Brecht.

## L'obra
El balcó se situa en una ciutat sense nom que sofreix els estralls d'una revolució. El balcó és el nom d'un bordell o casa d'il·lusions on acudeixen individus normals a complir les seves fantasies. Entre aquest repertori de fantasies es troben les que representen el clergat, l'estament militar i, finalment, el representant de les lleis. Així, es crea un microcosmos dins del bordell amb els representants del règim establert, mentre que fora s'estén la revolució. L'obra desplega, d'una banda, el conflicte de la revolució davant de la contrarevolució i, d'altra banda, més filosòficament, el conflicte entre identitat i il·lusió. Es desenvolupa especialment el mecanisme del metateatre, teatre dins del teatre, que resulta de gran interès en l'estudi de l'obra. L'espai escènic es desdoblega; dins del bordell es representen les il·lusions dels personatges que són observades per la madame i altres personatges.